# استاروکوزیاکوو
استاروکوزیاکوو (به لاتین: Starokuzyakovo) یک منطقهٔ مسکونی در روسیه است که در باشقیرستان واقع شده‌است.